# Der Krieg

"Der Krieg", (1929–1932), i Galerie Neue Meister i Dresden.

Der Krieg (tyska för ”Kriget”) är en triptyk med predella från 1929–1932 av den tyske målaren Otto Dix. Den skildrar soldatens fasor under första världskriget.

## Historia
Otto Dix var soldat i den tyska armén på västfronten under första världskriget. Otto överlevde kriget och 1924 tecknade han en svartvit tryckserie om krigets fasor under titeln Der Krieg (”Kriget”). Tryckserien består av 50 bilder och tecknades i torrnålsgravyr och akvatint etsning i en sketchliknande stil med varierande detalj, skuggor och stilisering, närmast jämförbart med en mardröm eller förtryckt minne.
Fem år senare målade Otto en triptyk under samma namn men i en helt annan stil. Triptyken målades i renässansstil med påverkan från verk som Isenheimaltaret av Matthias Grünewald och Den döde Kristus i graven av Hans Holbein den yngre.
Under Nazityskland höll Dix målningen undanstoppad, men 1946 blev den utställd på Allgemeinen Deutschen Kunstausstellung i Dresden och visades i flera städer. Den fick mycket hög status i Östtyskland där den betraktades som modell för den proletärisk-revolutionära, antifascistiska och pacifistiska konst som regimen påbjöd. Efter att länge ha varit utlånad av konstnären köptes den 1968 för 500 000 västtyska D-mark till Staatliche Kunstsammlungen Dresden. Den är idag utställd på Galerie Neue Meister i Dresden.

## Motiv
| Vänster flygel                                                                          | Mittavla | Höger flygel |
| --------------------------------------------------------------------------------------- | --- | --- |
| Vänster flygel visar en grupp tågande tyska soldater som marscherar bort från tittaren. | Mittavlan föreställer ett ödelagt söndersprängt landskap med sönderslitna människokroppar. Till vänster syns en död soldat utan huvud hängande över taggtråd. Till höger syns två andra döda soldater, den ena med söndersprängd buk och den andra sönderskjuten med stelnade ben i luften. I bakgrunden syns ruiner, lämningar av skyttegravar och brand. Ovan allt detta syns ett förmultnat lik närmast liknande ett skelett som sitter spetsad på ändan av en uppstående metallbjälke såsom om uppkastad av en tryckvåg. Likets ena hand pekar mot de två döda soldaterna till höger. I mitten bland alla motiv syns en ensam tysk soldat i gasmask och stålhjälm draperad i ett skynke. | Höger flygel är ett självporträtt där Dix släpar en skadad kamrat från slagfältet med brand i bakgrunden och en död eller vilande kamrat vid fötterna. |
|                                                                                         | Predella | |
|                                                                                         | Predellan föreställer en grupp liggande, tätt packade soldater i en trälåda under jord, antingen döda eller sovande. En soldat bär sovmask och en filt men alla soldaterna avbilas med blek hud. | |